# ویلفرد بیون
ویلفرد بیون (انگلیسی: Wilfred Bion؛ ۸ سپتامبر ۱۸۹۷ – ۲۸ اوت ۱۹۷۹) روان‌کاو انگلیسی بود که از ۱۹۶۲ تا ۱۹۶۵ رئیس انجمن روان‌کاوی بریتانیا بود.